# Caprorhinus tenikae
Caprorhinus tenikae är en insektsart som beskrevs av Wintrebert 1972. Caprorhinus tenikae ingår i släktet Caprorhinus och familjen Pyrgomorphidae. Inga underarter finns listade i Catalogue of Life.